# Liste der Naturdenkmale in Schriesheim
| Naturdenkmale | Anzahl |
| ------------- | ------ |
| FND           | 0      |
| END           | 7      |
| Gesamt        | 7      |

Die Liste der Naturdenkmale in Schriesheim nennt die verordneten Naturdenkmale (ND) der im baden-württembergischen Rhein-Neckar-Kreis liegenden Stadt Schriesheim. In Schriesheim gibt es insgesamt sieben als Naturdenkmal geschützte Objekte, keines ist ein flächenhaftes Naturdenkmal (FND), alle sind Einzelgebilde-Naturdenkmale (END).
Stand: 1. November 2016.

## Einzelgebilde (END)
| Name                                    | Bild | Kennung     | Einzelheiten | Position | Fläche Hektar | Datum         |
| --------------------------------------- | ---- | ----------- | ------------ | -------- | ------------- | ------------- |
| Eßkastanie Blütenweg                    |      | 82260820006 | Schriesheim  | ⊙        | 0,0           | 26. Feb. 2004 |
| Mammutbaum Madonnenberg                 |      | 82260820002 | Schriesheim  | ⊙        | 0,0           | 26. Feb. 2004 |
| Trauerweide am Sportzentrum             | BW   | 82260820005 | Schriesheim  | ⊙        | 0,0           | 26. Feb. 2004 |
| Winterlinde Messplatz – „Friedenslinde“ | BW   | 82260820003 | Schriesheim  | ⊙        | 0,0           | 26. Feb. 2004 |
| Winterlinde südl. evang. Kirche         |      | 82260820007 | Schriesheim  | ⊙        | 0,0           | 26. Feb. 2004 |
| Winterlinde WG Strahlenburg – Schulhof  | BW   | 82260820004 | Schriesheim  | ⊙        | 0,0           | 26. Feb. 2004 |
| 2 Stieleichen K4242 Ortsausgang         |      | 82260820001 | Schriesheim  | ⊙        | 0,0           | 26. Feb. 2004 |
| Legende für Naturdenkmal                |      |             |              |          |               |               |